# Finala Cupei Campionilor Europeni 1963
Finala Cupei Campionilor Europeni 1963 a fost un meci de fotbal între Milan și Benfica, care a avut loc pe Stadionul Wembley, Londra, pe 22 mai 1963. Milan a câștigat meciul cu 2-1, câștigând Cupa Campionilor Europeni pentru prima oară.

## Detalii
| Milan             | 2 – 1  | Benfica     |
| ----------------- | ------ | ----------- |
| Altafini 58', 66' | Report | Eusébio 15' |

| Milan | Benfica |

| MILAN:      |    |                     |
|             |    |                     |
| P           | 1  | Giorgio Ghezzi      |
| F           | 2  | Mario David         |
| F           | 3  | Mario Trebbi        |
| F           | 4  | Víctor Benítez      |
| F           | 5  | Cesare Maldini (c)  |
| F           | 6  | Giovanni Trapattoni |
| M           | 8  | Dino Sani           |
| M           | 10 | Gianni Rivera       |
| A           | 7  | Gino Pivatelli      |
| A           | 9  | José Altafini       |
| A           | 11 | Bruno Mora          |
| Antrenor:   |    |                     |
| Nereo Rocco |    |                     |

| BENFICA:       |    |                    |
|                |    |                    |
| P              | 1  | Costa Pereira      |
| F              | 2  | Domiciano Cavém    |
| F              | 3  | Raúl Machado       |
| F              | 4  | Fernando Cruz      |
| F              | 5  | Humberto Fernandes |
| M              | 6  | Mário Coluna (c)   |
| M              | 8  | Joaquim Santana    |
| M              | 10 | Eusébio            |
| A              | 7  | José Augusto       |
| A              | 9  | José Torres        |
| A              | 11 | António Simões     |
| Antrenor:      |    |                    |
| Fernando Riera |    |                    |